# Paso Stelvio
El Paso Stelvio (en italiano: Passo dello Stelvio; en alemán: Stilfser Joch), situado en Italia, a 2.757 m s. n. m., es el paso de montaña pavimentado de mayor elevación de los Alpes orientales, y el segundo más alto de los Alpes, únicamente por detrás del Col de l'Iseran (2770 m s. n. m.). Debe parte de su fama a ser uno de los puertos más duros de la competición ciclista más importante del país, el Giro de Italia. Su longitud es de 24 km, con un desnivel medio del 7,6%, y debe su nombre a la localidad próxima de Stelvio.

## Historia
El camino original fue construido entre 1820 y 1825 por el Imperio Austríaco para conectar la antigua provincia austríaca de Lombardía con el resto de Austria, comprendiendo una subida de 1871 m. El ingeniero y gerente del proyecto fue Carlo Donegani (1775-1845). Desde entonces, la ruta ha cambiado muy poco.
Antes del final de la Primera Guerra Mundial, se formó la frontera entre el Imperio Austrohúngaro y el Reino de Italia. Durante la guerra, el paso (próximo a la frontera de Italia con Austria y Suiza) fue escenario de duras batallas entre la nieve, que incluso llegaron al neutral territorio suizo. Un pacto entre las tres naciones acordó la no intervención en el territorio de Suiza que entraba como una cuña entre los dos beligerantes: Austria-Hungría por el norte e Italia por el sur.
Después de 1919, con la expansión de Italia, el paso quedó en manos italianas y perdió su importancia estratégica.

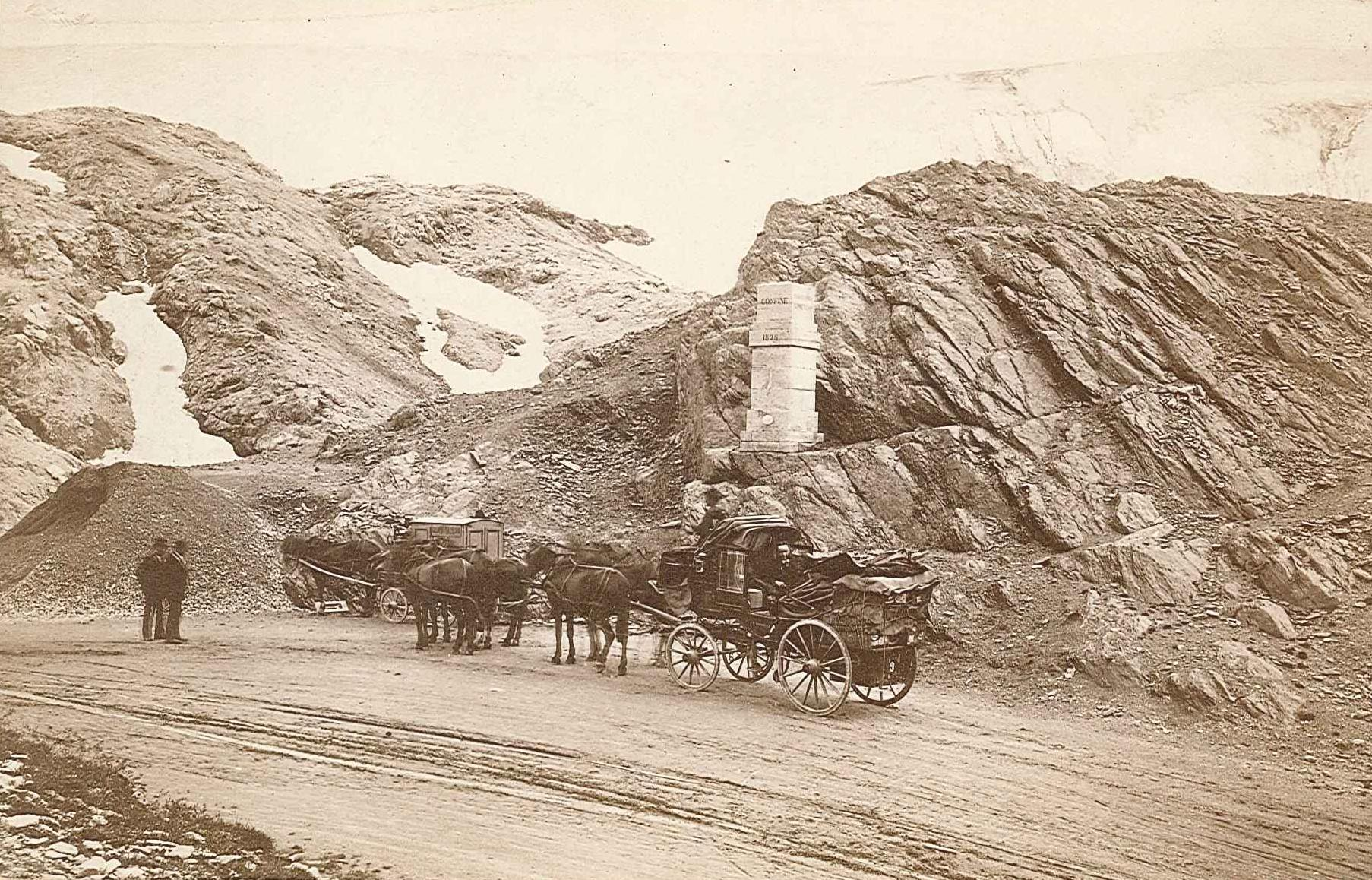
Diligencia en el Paso Stelvio, 1881

El Paso Stelvio da nombre al modelo Stelvio, que Moto Guzzi comercializa desde 2008. Alfa Romeo también comercializa, desde 2016, un modelo Stelvio.

## Giro de Italia
El Giro de Italia ha pasado por el Stelvio en bastantes ocasiones a partir de la edición de 1953, cuando Fausto Coppi batió al suizo Hugo Koblet. Desde entonces, muchos ciclistas y motociclistas lo recorren por motivos deportivos.
| Año  | Etapa | Categoría  | Inicio         | Final                     | Primero en la cima   |
| ---- | ----- | ---------- | -------------- | ------------------------- | -------------------- |
| 1953 | 20    | -          | Bolzano        | Bormio                    | Fausto Coppi         |
| 1956 | 20    | -          | Sondrio        | Merano                    | Aurelio Del Rio      |
| 1961 | 20    | -          | Trento         | Bormio                    | Charly Gaul          |
| 1965 | 20    | Cima Coppi | Madesimo       | Paso Stelvio              | Graziano Battistini  |
| 1972 | 17    | Cima Coppi | Livigno        | Paso Stelvio              | José Manuel Fuente   |
| 1975 | 21    | Cima Coppi | Alleghe        | Paso Stelvio              | Francisco Galdós     |
| 1980 | 20    | Cima Coppi | Cles           | Sondrio                   | Jean-René Bernaudeau |
| 1994 | 15    | Cima Coppi | Merano         | Aprica                    | Franco Vona          |
| 2005 | 14    | Cima Coppi | Egna           | Livigno                   | José Rujano          |
| 2012 | 20    | Cima Coppi | Val di Sole    | Paso Stelvio              | Thomas de Gendt      |
| 2014 | 16    | Cima Coppi | Ponte di Legno | Val Martello (Martelltal) | Dario Cataldo        |
| 2017 | 16    | Cima Coppi | Rovetta        | Bormio                    | Mikel Landa          |
| 2020 | 18    | Cima Coppi | Pinzolo        | Laghi di Cancano          | Rohan Dennis         |